# Michael Lackner
Michael Lackner (* 19. Mai 1953 in Bamberg) ist ein deutscher Sinologe.

## Akademischer Werdegang
Michael Lackner studierte von 1972 bis 1979 Sinologie, Ethnologie und Politikwissenschaft an den Universitäten Heidelberg und München. 1983 wurde er an der Ludwig-Maximilians-Universität München mit einer Arbeit zum Menglin xuanjie und traditionellen chinesischen Theorien der Traumdeutung unter Wolfgang Bauer zum Dr. phil. promoviert. Während dieser Zeit arbeitete er an der Fertigstellung des Ostasien-Katalogs der Bayerischen Staatsbibliothek mit. 1990 erfolgte, ebenfalls an der Ludwig-Maximilians-Universität, seine Habilitierung in Sinologie zum Thema „Westlicher Humanismus in Jesuitischen Lehren in China“. Im Jahr 1992 trat er eine Gastprofessur an der Maison des Sciences de l’Homme in Paris an, im selben Jahr hatte er eine Gastprofessur an der Universität Genf inne, die er bis 1994 behielt. Von 1994 bis 1999 war er Professor für Sinologie an der Universität Göttingen und zur selben Zeit Gastprofessor an der TU Berlin. Von 1999 bis 2000 kehrte er als Professor für Sinologie zurück an die Universität Genf. Von 2000 bis 2021 war er Lehrstuhlinhaber der Sinologie an der Friedrich-Alexander-Universität Erlangen-Nürnberg (FAU).
Lackner war Fellow des Wissenschaftskollegs zu Berlin, des Institute for Advanced Study in Princeton, des Swedish Collegium for Advanced Study Uppsala, des Institute for Advanced Studies an der National Taiwan University sowie u. a. Gastprofessor an der Kansai University in Osaka, der Fudan-Universität Shanghai und der University of Sydney.
Schriften Michael Lackners sind auf Deutsch, Französisch, Englisch und Chinesisch erschienen. Seine Forschungsschwerpunkte sind die Geistesgeschichte Chinas, Konfuzianismus, Wissenschaftsgeschichte Chinas, Identitätsdiskurse sowie die Wahr- und Weissagung im traditionellen China.

## Forschung
Seit 2009 ist Lackner Direktor eines von ihm initiierten Käte Hamburger Kollegs zu „Schicksal, Freiheit und Prognose. Bewältigungsstrategien in Ostasien und Europa“. Das Kolleg wird vom Bundesministerium für Bildung und Forschung gefördert und war zunächst auf eine Dauer von sechs Jahren ausgelegt; 2015 wurde es um weitere sechs Jahre verlängert; Ende Juni 2023 endete die Finanzierung. Das Forschungsthema des Kollegs wird jedoch über seine Schriftenreihe „Prognostication in History“, die Zeitschrift „International Journal for Divination and Prognostication“ (beide bei Brill/Leiden) sowie die „International Society for the Critical Study of Divination“ weitergeführt. Zur Sinologie der Gegenwart sind u. a. seine Beiträge zu Diagrammen als Visualisierung syntaktischer und semantischer Strukturen traditioneller chinesischer Texte zu nennen, ferner die Erfassung der Lexik der modernen chinesischen Wissenschaftssprache sowie Arbeiten zur Rolle von Wahr- und Weissagung in Lebenswelt und Weltanschauung des traditionellen und modernen China. Auch zum ideologischen Ort des Konfuzianismus im modernen und gegenwärtigen China hat sich Lackner mehrfach geäußert.

## Wirken
Lackner gilt als anerkannter Chinaexperte. Zwischen 2013 und 2015 war er Mitglied im Beirat des Bundesministeriums für Bildung und Forschung „The International Position of German Humanities“. Er schreibt bisweilen nicht nur für reines Fachpublikum, sondern äußerte sich beispielsweise mehrfach in der Frankfurter Allgemeinen zu Chinathemen und fungierte für die Auflagen von 1998 und 2007 des Länderberichts China der Bundeszentrale für politische Bildung als Mitherausgeber. Im Zusammenhang mit der Inhaftierung des chinesischen Künstlers und Regimekritikers Ai Weiwei initiierten Lackner, der Berliner und Pekinger Galerist Alexander Ochs, der China-Managementberater Jochen Noth und der frühere Manager und Ex-Chef des Bundesverbandes der Deutschen Industrie Hans-Olaf Henkel einen Aufruf zur Freilassung Ais. Mehr als einhundert Erstunterzeichner aus Wissenschaft, Wirtschaft und Medien schlossen sich der Initiative an. Unter anderem Lackners Vernetzung und Kontakten zu chinesischen Wissenschaftlern ist es zu verdanken, dass die FAU im Jahr 2006 von der Shanghaier Akademie der Sozialwissenschaften eine umfassende Buchspende von mehr als 100.000 Bänden erhielt. Die Spende deckt die Zeit der chinesischen Umbrüche der Nachkriegszeit einschließlich der Kulturrevolution und deren Nachfolgezeit bis Mitte der 90er Jahre ab. Die Universität Erlangen verfügt damit nun über eine europaweit einmalige Bibliothek über die Volksrepublik China und ihre neuere Geistes-, Sozial- und Technikgeschichte. Von 2006 bis 2021 war er Mitglied des Vorstandes des 2006 in Erlangen eröffneten  Konfuzius-Instituts Nürnberg-Erlangen und ist seit 2013 Mitglied der Nationalen Akademie der Wissenschaften Leopoldina; seit 2022 ist er Sprecher der von der DFG geförderten Kolleg-Forschungsgruppe „Alternative Rationalitäten und esoterische Praktiken in globaler Perspektive“.

## Aktive Mitgliedschaften, Funktionen und Auszeichnungen (Auswahl)
- Prodekan für Internationalisierung, Universität Erlangen-Nürnberg (FAU)
- Vorsitzender des wissenschaftlichen Beirats „Interdisziplinäres Zentrum für Ostasienstudien (IZO)“, Goethe-Universität Frankfurt am Main
- Mitglied des External Review Panel, Institute for Advanced Study, Princeton
- Mitglied im Beirat des Bundesministeriums für Bildung und Forschung (BMBF), „The International Position of German Humanities“
- Mitglied im Senat der Friedrich-Alexander Universität Erlangen-Nürnberg (FAU)
- Vorstandsmitglied des Konfuzius-Instituts Nürnberg-Erlangen
- Fudan University Guanghua Eminent Scholars Award
- Tsungming-Tu-Preis 2017 als erster geisteswissenschaftlicher Forscher[7]
- 2019: Honorary University Fellowship, The Open University of Hong Kong
- 2021: 15th Special Book Award of China

## Schriften (Auswahl)
Als Autor:
- Lackner, Michael: Le prime traduzioni latine del “Giusto Mezzo”, Piazza Armerina, Fondazione Prospero Intorcetta Cultura Aperta (with a foreword by Giuseppe Portogallo and a preface by Tiziana Lipiello), 2022, EAN 9788894477467

- Lackner, Michael: Kungfu, Drachen, Abenteuer. China und die Chinesen im Spiegel des europäischen Comics, Berlin, Ch. A. Bachmann-Verlag, 2020, ISBN 978-3-96234-034-6

- Lackner, Michael: 小道有理。北京／香港，三聯書局 (The minor ways deserve attention). Beijing/Hongkong, Sanlian, 2018, SBN：9787108060235
- Lackner, Michael: 朗宓榭汉学文集 (A Collection of Sinological Writings by Michael Lackner), 徐艳 编 (ed. by Xu Yan), 周振鹤序 (with a preface by Zhou Zhenhe), Shanghai, Fudan Daxue chubanshe, 2013, 362 p., 978-7-309-09654-5/K.423
- Lackner, Michael: Das vergessene Gedächtnis. Die jesuitische mnemotechnische Abhandlung Xiguo jifa. Übersetzung und Kommentar. Stuttgart: Franz Steiner 1986, ISBN 978-3-515-04564-3
- Lackner, Michael: Der chinesische Traumwald. Traditionelle Theorien des Traumes und seiner Deutung im Spiegel der ming-zeitlichen Anthologie Meng-lin hsüan-chieh (= Europäische Hochschulschriften, 11). Frankfurt/Bern/New York: Peter Lang 1985, ISBN 978-3-8204-8173-0 (= Dissertation)

Als Herausgeber:
- Lackner, Michael; Handbook of Divination and Prognostication in China (ed. with Lu Zhao), Leiden: Brill (HdO), 2022, ISBN 900451127X
- Lackner, Michael; Zeichen der Zukunft. Wahrsagen in Ostasien und Europa. Signs of the Future. Divination in East Asia and Europe. 此命當何.歐亞的卜術，術數與神術. Ausstellungskatalog/Exhibition Catalog, Germanisches Nationalmuseum, (ed., with Marie Therese Feist and Ulrike Ludwig), 2021, ISBN 978-3-948466-72-5
- Lackner, Michael; Fate, Desire and Prognostication in the Chinese Literary Imagination, Leiden, Brill, 2020 (with Kwok-kan Tam; Monika Gänßbauer; Terry Siu-han Yip (eds.)), 9004427341
- Lackner, Michael; Coping With the Future. Theories and Practices of Divination in East Asia (ed.), Leiden, Brill, 2017, ISBN 978-90-04-34653-6

- Lackner, Michael; Polyphony Embodied. Freedom and Fate in Gao Xinjian’s Writings (ed., with Nikola Chardonnens), Berlin/Boston, Walter De Gruyter, 2014, 262 p., ISBN 978-3110346428
- Lackner, Michael; Fischer, Doris (Hrsg.): Länderbericht China. Bonn: Bundeszentrale für Politische Bildung: 2007, ISBN 978-3-89331-785-1
- Lackner, Michael; Amelung, Iwo; Kurtz, Joachim (Hrsg.): New Terms for New Ideas. Western Knowledge and Lexical Change in Late Imperial China. Leiden: Brill 2001, ISBN 978-90-04-12046-4
- Lackner, Michael; Vittinghoff, Natascha (Hrsg.): Mapping meanings. The field of new learning in late Qing China. Leiden, Boston: Brill 2004 (= Sinica Leidensia, 64), ISBN 978-90-04-13919-0
- Lackner, Michael; Werner, Michael (Hrsg.): Der cultural turn in den Humanwissenschaften. Area Studies im Auf- oder Abwind des Kulturalismus? Bad Homburg: Werner Reimers Stiftung 1999 (Schriftenreihe Suchprozesse für innovative Fragestellungen in der Wissenschaft, Vol. 2).[8]
- Lackner, Michael; Herrmann-Pillath, Carsten (Hrsg.): Länderbericht China. Bonn: Bundeszentrale für Politische Bildung 1998, ISBN 978-3-89331-308-2
- Friedrich, Michael; Lackner, Michael; Reimann, Friedrich (Hrsg.): Chang Tsai: Rechtes Auflichten. Berichtigung falscher Vorstellungen der Jugend oder Richtiges Verständnis unklarer Stellen in den Klassikern. Aus dem Chinesischen übertragen und mit Einführung, analytischem Kommentar, Quellennachweisen, Literaturhinweisen und Indices herausgegeben. Hamburg: Felix Meiner 1996, ISBN 978-3-7873-0935-1